# Petrophile multisecta
Petrophile multisecta är en tvåhjärtbladig växtart som beskrevs av F. Müll.. Petrophile multisecta ingår i släktet Petrophile och familjen Proteaceae. Inga underarter finns listade i Catalogue of Life.